# Přítel člověka
Přítel člověka (2007) je páté studiové album skupiny Traband, které vyšlo po roční pauze v koncertování a po výrazné změně stylu. Velká šestičlenná sestava kapely byla (dočasně?) rozpuštěna a album skupina nahrála ve své užší a komornější podobě. Album obsahuje 13 písní a klip k písni Partyzán od Miloše Tomice. Vychází v dvojím provedení – s luxusním bookletem (který obsahuje kromě textů písní také dvě krátké pohádky) nebo v klasickém plastovém CD-boxu. Ve formě mp3, které je možné stáhnout na webu vydavatele, album vyšlo již 1. května 2007. Křest proběhl 6. června v pražském Paláci Akropolis a zúčastnili se ho i hosté písničkářka Jana Vébrová, Clarinet Factory (dříve České klarinetové kvarteto), Jaro Cossiga a zbývající tři členové Trabandu Evžen Kredenc, Jakub Schmid a Robert Škarda.
Písně na album se vybíraly z demonahrávky z roku 2006, některé se do výběru nevešly, kupř. Moje volba nebo Princezna Lada, které ale skupina v době vydání alba hrála běžně na koncertech. Podle Jardy Svobody druhá jmenovaná píseň čeká na své zařazení již od roku 2002, kdy nevyšla na albu Road Movie. Vyšla až na albu Neslýchané! v roce 2011. Nejstarší písní na desce je Milovaný syn z doby před rokem 1997.
Texty písní na desce se oproti předchozím albům Trabandu obracejí spíše do nitra člověka, nový styl kapelník pojmenovává home music, kde je zahrnut jak folklór tak hip-hop. Píseň Tichý muž je o fotografovi Miroslavu Tichém.
Název desky vymyslel bubeník Václav Pohl, nakonec se tedy nepoužil žádný nápad od fanoušků, kteří na oficiální webové stránky skupiny posílali své tipy.
Skupina přiznává svoji inspiraci tvorbou Karla Vepřeka, Oldřicha Janoty, Vratislava Brabence a Waldemara Matušky při vzniku alba.
Za album Přítel člověka získal Traband žánrovou cenu Anděl 2007 v kategorii „folk a country“.
Nahrávky Tichý muž, Jdu krajinou, Vlaštovky a Ve stejném okamžiku vyšly na DVD Neslýchané! (2011) tlumočené do znakové řeči.

## Seznam písní
1. Tak to mám rád – 4:17
2. Ve stejném okamžiku – 3:09
3. Dej mi, Bože, dobrou ženu – 3:35
4. V jejích šlépějích – 2:52
5. Adam & Luna – 4: 08
6. Milovaný syn – 2:21
7. Jdu krajinou – 3:45
8. Partyzán – 3:47
9. Havrani – 5:22
10. Doma nejlíp – 4:57
11. Tichý muž – 4:53
12. Vlaštovky – 4:17
13. V hořícím keři – 2:53

## Obsazení
- Jarda Svoboda – zpěv, harmonium, kytara, baskytara, cimbál
- Jana Modráčková – zpěv, trumpeta, kytara
- Václav Pohl – zpěv, bicí, beatbox

### Hosté
- Jaro Cossiga – beatbox
- Lenka Pohlová, Olga Pohlová, Johana Švarcová, Rudolf Brančovský, Ondřej Ježek, Evžen Kredenc – sborové zpěvy